# Flimser Bergsturz

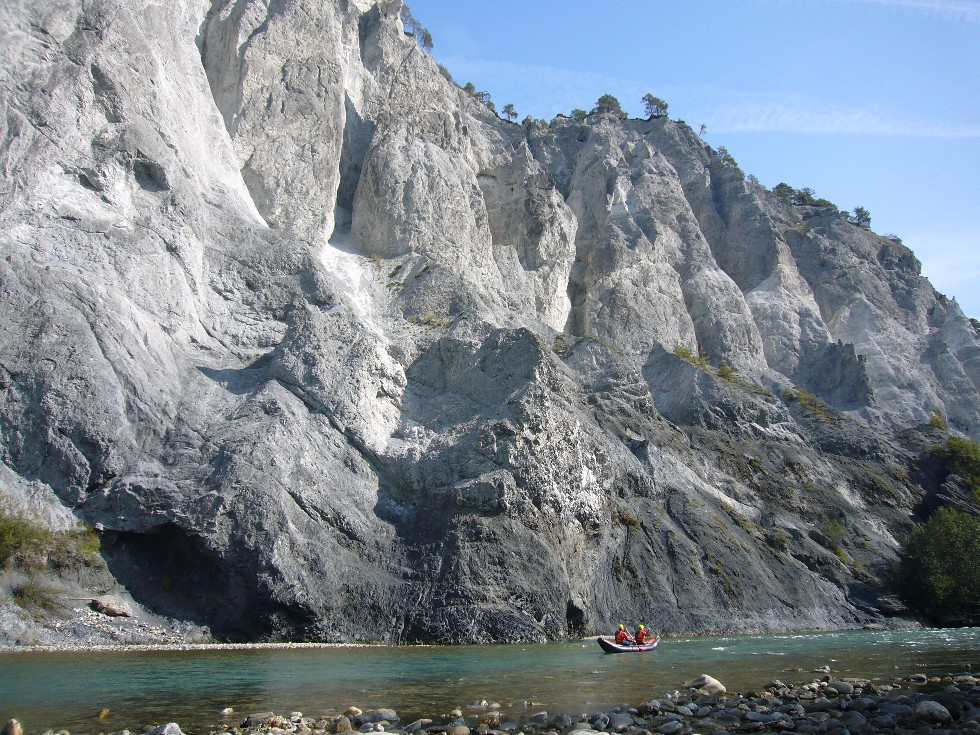
Der Rhein fliesst durch die Ruinaulta

Der Flimser Bergsturz fand 7469 ± 2 Jahre v. Chr. statt. Er ist mit einem Volumen zwischen 9 km³ und 12 km³ das grösste alpine Bergsturzereignis (rund 300 mal grösser als der Bergsturz von Goldau, rund 1200 mal grösser als der Bergsturz von Elm und rund 1000 mal grösser als der Bergsturz von Blatten) und weltweit einer der grössten derzeit bekannten Bergstürze überhaupt. (Zum Vergleich: Das Wasservolumen des Vierwaldstättersees beträgt 11,9 km³) Auf dem Übergang der Gleitfläche im Norden zur Schuttmasse im Süden liegt der Ferienort Flims. Nördlich von Flims ragen Felswände bis 350 Meter hoch, und im Süden liegt eine dicht bewaldete, unübersichtliche Hügellandschaft mit Seen und einer wilden Schlucht, der Ruinaulta. Der Bergsturz ist für Reisende durch Wald verborgen; weil der Schuttkegel landwirtschaftlich uninteressant ist, blieb er ein ausgedehntes Waldgebiet. Der Wald ist für das Vorderrheintal Namensgeber: Das romanische Surselva bedeutet „ob dem Wald“.

## Beschreibung

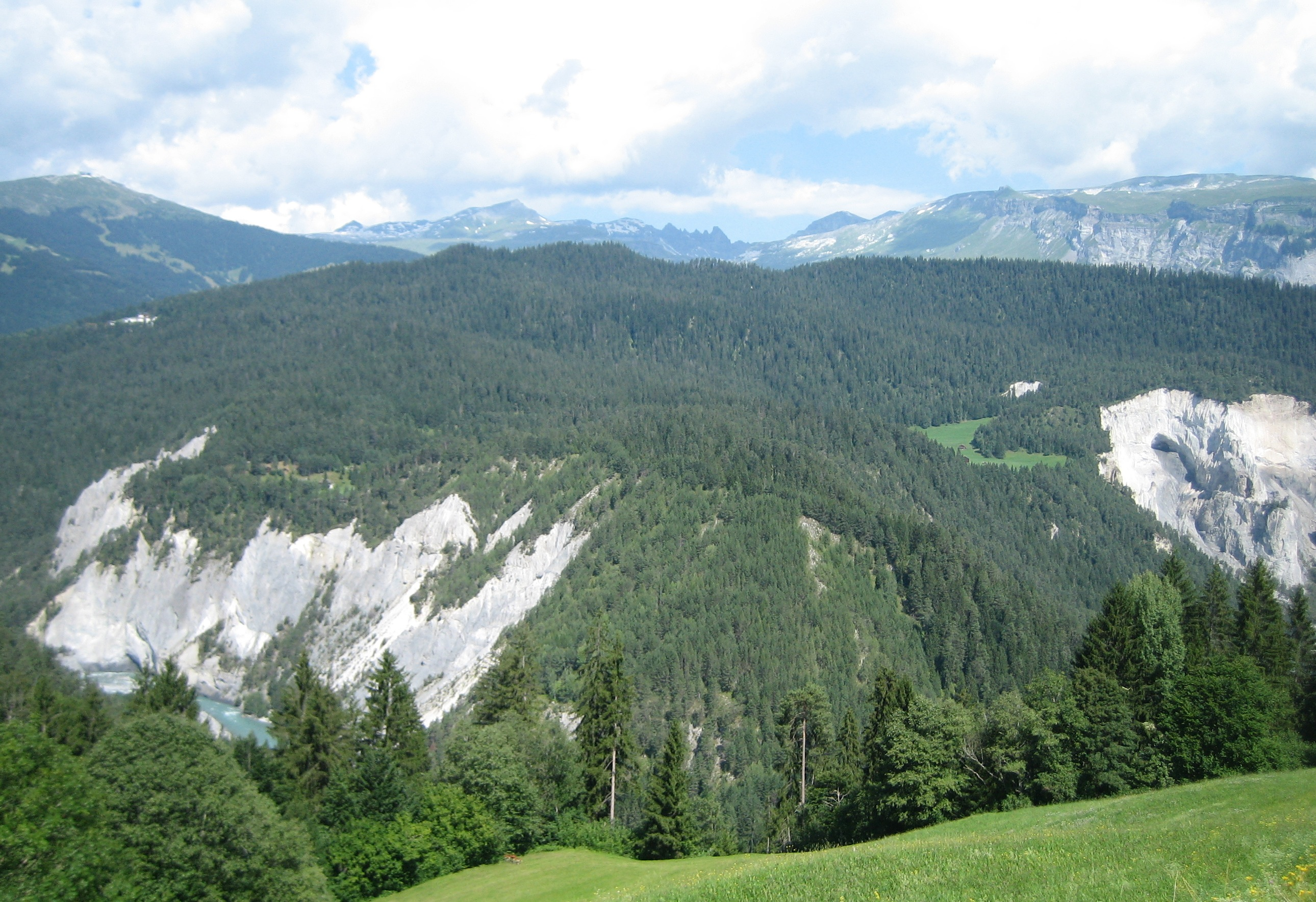
Bergsturzgebiet Richtung Norden mit der Ruina dellas Foppas links, der Ruin' Aulta rechts und dem alles überdeckenden Uaul Grond

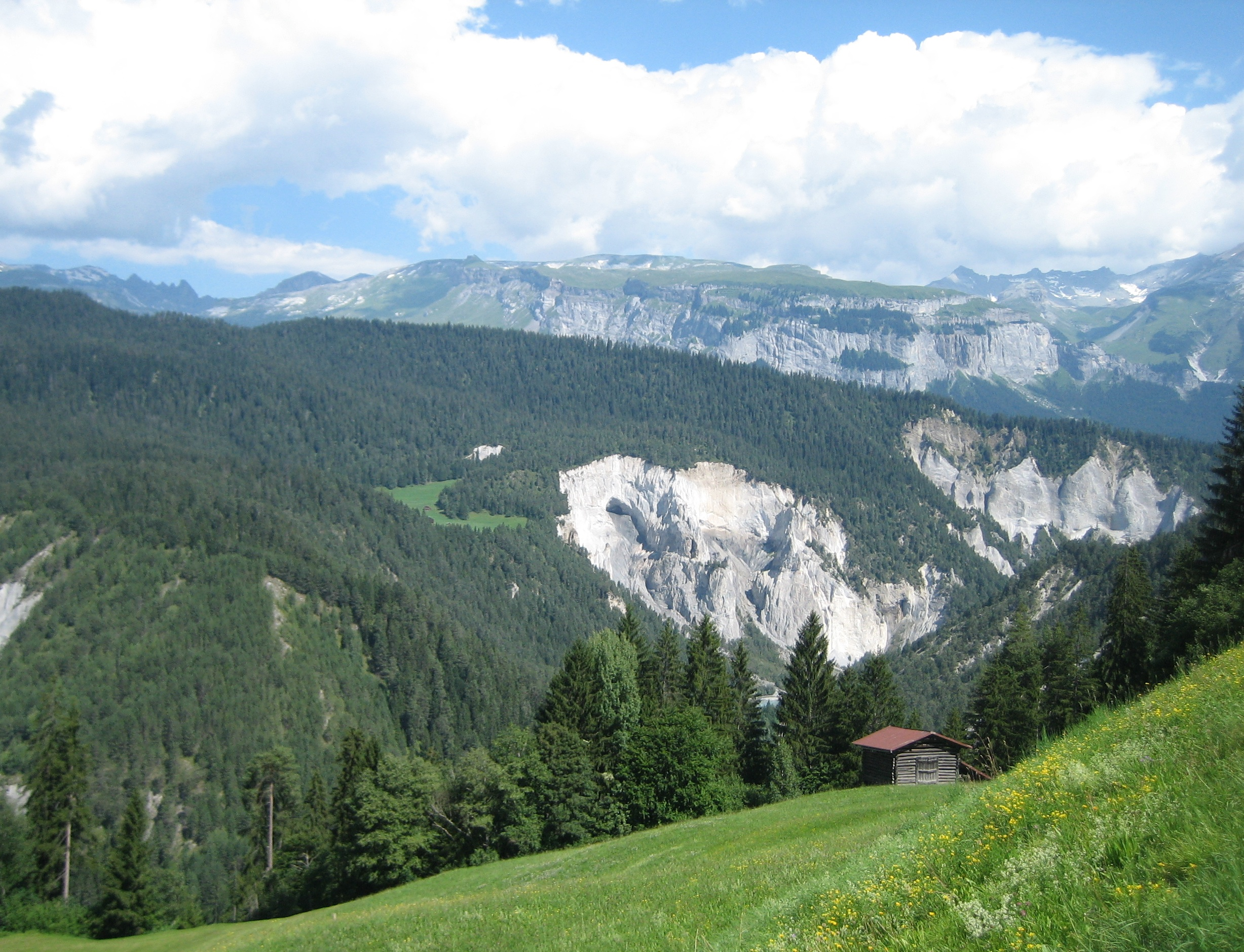
Im Vordergrund die Ruin' Aulta, weiter entfernt Las Ruinas sut Crestaulta

Die Anrissstelle liegt auf etwa 2700 m ü. M., Flims liegt auf rund 1100 m und das zugeschüttete glaziale Trogtal auf etwa 600 m. Die Sturzmasse bestand aus Kalken des Mesozoikums, die 300 bis 500 Meter mächtig waren und auf einer Gleitbahn von 20° bis 25° abrutschten. Der Talgrund dürfte um 1500 Meter breit gewesen sein. Die Trümmer türmen sich bis zu 750 Meter darüber auf und bedecken eine Fläche von gut 52 km². Der grösste Teil der Sturzmasse wurde völlig zertrümmert, obwohl das ursprüngliche Gefüge mit der Schichtung teilweise noch erhalten blieb.  Auf der waldigen Oberfläche liegen unzählige riesige Kalkblöcke. Durch den Bergsturz wurde der Vorderrhein gestaut und der Ilanzersee entstand. Dessen natürlicher Damm wurde innerhalb von etwa 1000 Jahren so weit abgetragen, dass keine Stauung mehr erfolgte und der See verschwand. Die Stauung hat auch Überschwemmungen verursacht und die Landschaft bis hin zum Bodensee verwüstet. Offensichtlich ist der Rhein jedoch noch nicht auf dem ursprünglichen Talboden angelangt.
Eine vorsichtige Abschätzung der bei dem Bergsturz umgesetzten Energie kam unter Ansatz eines umgelagerten Gesteinsvolumens von 8 km³, einer Gesteinsdichte von 2200 kg/m³ und einer gemittelten vertikalen Verlagerung der Sturzmasse über 1100 Höhenmeter zu einem Wert von 1,9·1017 Joule (190 Petajoule).

## Datierung
1997 fand eine erste Datierung nach der C-14-Methode von Hölzern aus der Rabiusaschlucht statt. 2005 wurde dieses Alter mit der Methode der kosmogenen Strahlung bestätigt und diese Daten in einer weiteren Arbeit präzisiert. Es wurden Seesedimente auf dem Sturz datiert und auch Holz in der Sturzmasse gefunden. Es ergab sich ein kalibriertes Alter von rund 9500 Jahren. 2024 wurde durch Kombination von Dendrochronologie und C-14-Methode (kalibriert) eine direkt neben der  Bergsturzablagerung gewachsene Eiche auf 7469 ± 2 Jahren v. Chr. datiert, welche im unmittelbar entstehenden Ilanzersee ertrunken ist. Dies gilt als die bisher genauste Datierung des Bergsturzes. Arbeiten an Sedimenten im Dachlisee (1137 m) bei Obersaxen konnten keine eindeutige Datierung ergeben. Auf der Bergsturzmasse wurde entgegen früheren Annahmen keine Einwirkung von Gletschern gefunden. Der nahe gelegene Taminser Bergsturz (1,5 km³) muss nach den Lagerungsverhältnissen vor dem Flimser Bergsturz abgegangen sein (> 9500 Jahre vor heute). Er hat das Rheintal mit einem Staudamm blockiert, einen Stausee erzeugt (=Bonaduzer See), in welchen der Flimser Bergsturz hineingefahren ist.

## Ursachen
Im Maximalstadium dürfte der Vorderrheingletscher bei einer Breite deutlich über 5 km weit über 1500 Meter stark gewesen sein. Eis fliesst und will sich ausdehnen. Es entsteht ein gewaltiger Druck nicht nur nach unten, sondern auch gegen die Bergflanken. Dieser Druck, zusammen mit dem im Eis mitgeführten Schutt, kann den Fels abhobeln und Schichtpakete verschieben. So entstehen Scherzonen, wodurch Schichtpakete gelockert und brüchig werden. In diese Scherzonen hinein floss Wasser. Nachdem die Gletscher sich zurückgezogen hatten, wirkte der Permafrost noch nach, bis er mehrere Jahrhunderte später schwand. Die verspätete Auslösung des Bergsturzes könnte auf das Auftauen von Permafrost zurückzuführen sein, da während der Eiszeit in den Alpen Frosttiefen von mehreren hundert Metern nachgewiesen sind.

## Auswirkungen

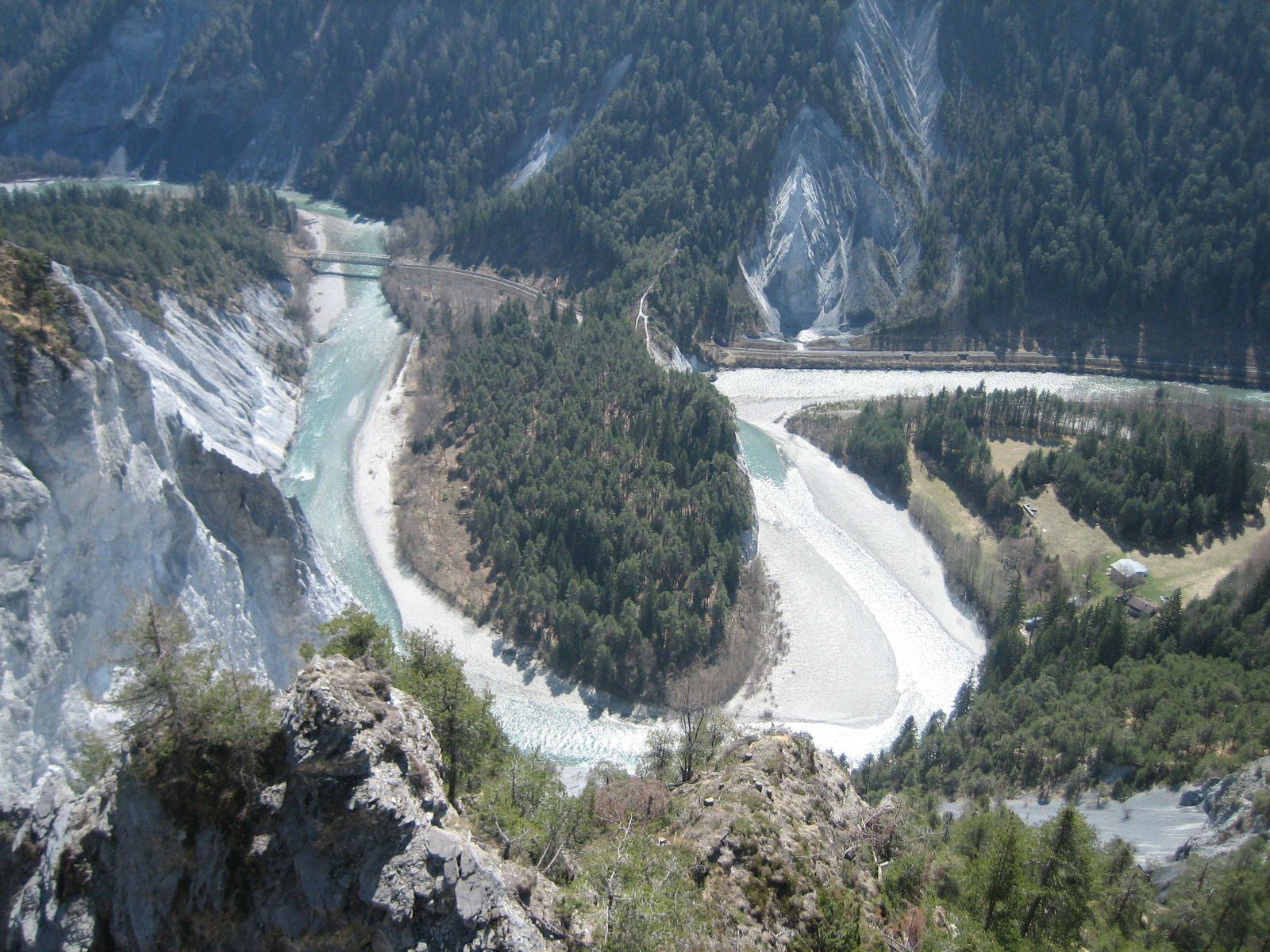
Rheinschlucht Ruinaulta mit der RhB- und Fussgängerbrücke zwischen der Isla Bella links und der Chli Isla im Zentrum. Die Isla Casti rechts ist nur von Conn aus zu Fuss erreichbar.

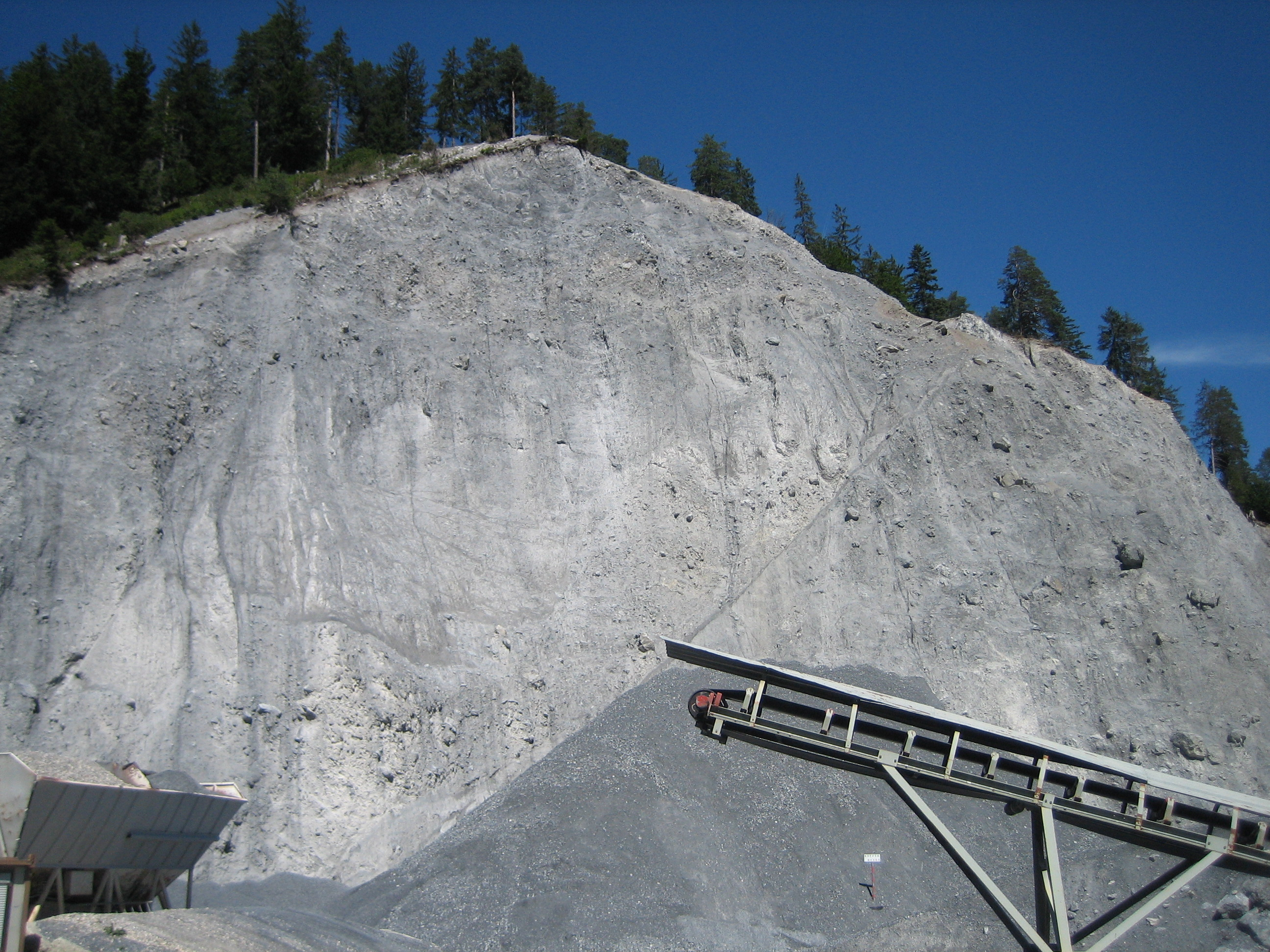
Kieswerk bei Versam

Fernwirkungen des Flimser Bergsturzes reichen bis in den Bodensee, wo Sedimentanomalien gefunden wurden. Im Domleschg bis Thusis finden sich Kiessedimente, die nach derzeitigem Kenntnisstand vom Flimser Bergsturz mobilisiert und bis in das Hinterrheintal geflossen sind. Auch die Churer Tomahügel werden mit dem Flimser Sturz ursächlich verbunden.
Infolge des Bergsturzes entstanden mehrere Bergsturzstauseen: der Ilanzersee, der Versamer See, der See von Mulin, der Laaxersee, der Lag Segnas und der Lag di Plaun. Der grösste war der Ilanzersee. Die Bergsturzmasse unterschreitet nur an wenigen Stellen das Niveau von 1000 m ü. M. Vermutlich gilt dasselbe auch für den Bereich der heutigen Ruinaulta. Überläufe sind nirgends feststellbar. Aber der Spiegel des Ilanzersees scheint nie das Maximalniveau von 936 m überschritten zu haben, jedenfalls weist nichts darauf hin.
Nach dem Bergsturz betrug die Füllzeit des Ilanzersees mehrere Jahre, worauf wohl bald ein Dammbruch erfolgte. Der See entleerte sich jedoch nicht vollständig, sondern blieb auf dem Niveau von 820 bis 840 m Höhe wenigstens 1000 bis 2000 Jahre bestehen. Dies ist durch Seesedimente belegt. Der Ilanzersee dürfte ein ursprüngliches Volumen von über 3 km³ aufgewiesen haben, der Restsee in 820 m Höhe noch von 1,5 km³.
Die Sturzmasse ist in vielen Bereichen stark verdichtet, was hohe Standfestigkeit bewirkt, die Rutschmasse ist aber dennoch kein Festgestein.
Die Schuttmasse wird bei Versam in einem Kieswerk abgebaut.

## Besichtigung, Information und Forschung

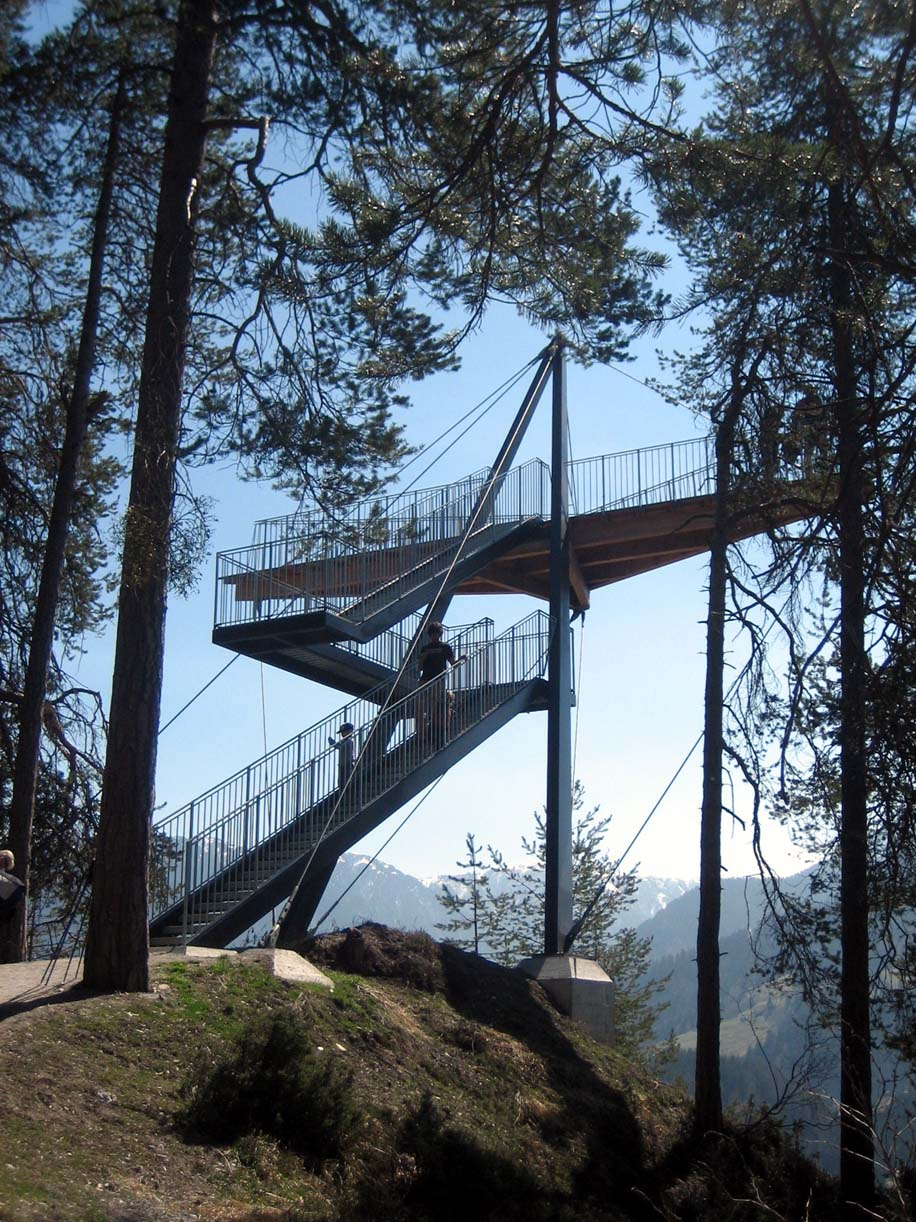
Aussichtsplattform Il spir bei Flims

- Einen sehr guten Überblick über das ganze Bergsturzgebiet bietet der Weiler Dutjen oberhalb Valendas; die schmale Fahrstrasse ist vor einigen Jahren erneuert worden (auch Fussweg, ca. eine Stunde ab Valendas). Die Zufahrt über Riein ist bewilligungspflichtig.
- Durch eine Bergwanderung auf den Cassonsgrat, entweder von Osten über den Flimserstein, von Süden ab Naraus, oder von Westen über die Segneshütte, ist die Abrisskante des Bergsturzes erreichbar.

- Mit nur wenigen Tunnels fahren die Rhätische Bahn und der Glacier-Express durch die Ruinaulta. Drei Haltestellen liegen direkt am Vorderrhein in der Schlucht: Trin, Bahnhof Versam-Safien und Valendas-Sagogn. Mit dem Auto ist die Schlucht nur punktuell erreichbar, es gibt kaum Parkplätze.
- Der Weg des Vorderrheins durch die Rheinschlucht kann auf etwa zwei Dritteln der Strecke erwandert werden. Ein durchgehender Fussweg besteht nicht, ist aber in Planung. Einige Punkte der Schlucht sind, ausser für Bergsteiger, unzugänglich.
- In Conn, das im Flimser Grosswald und somit auf dem eigentlichen Schuttkegel liegt, „schwebt“ die spektakuläre Aussichtsplattform Il spir über der Steilwand. Conn ist zu Fuss oder mit dem Mountainbike von Flims oder Laax aus zu erreichen. Im Wald begegnet man dem Conn-Bächli, einem historischen Bewässerungskanal (ähnlich der Walliser Suonen), der die Wiese Conn im sonst wasserlosen Grosswald mit Wasser zur Bewirtschaftung versorgt.
- In Versam liegen zwei Aussichtspunkte bei Aleschg und Islabord im Bereich des Bergsturzes, weitere Ausblicke sind möglich von der Strasse nach Bonaduz.
- Zwischen Laax und Sagogn unterhalb Sogn Giacun Sut ist ein Ausblick auch auf den tief in die Bergsturzmasse eingegrabenen Ual da Mulin möglich.
- Für Könner im Wildwasser ist die Durchfahrt auf dem Vorderrhein möglich. Verschiedene Anbieter bieten Schlauchbootfahrten durch die Schlucht an.

Im Jahr 2016 wurde die Vereinigung Flimser Bergsturz gegründet und von der Gemeinde Flims mit einem Beitrag unterstützt.